# Haliotis ovina
Haliotis ovina is een slakkensoort uit de familie van de Haliotidae. De wetenschappelijke naam van de soort is voor het eerst geldig gepubliceerd in 1791 door Gmelin.

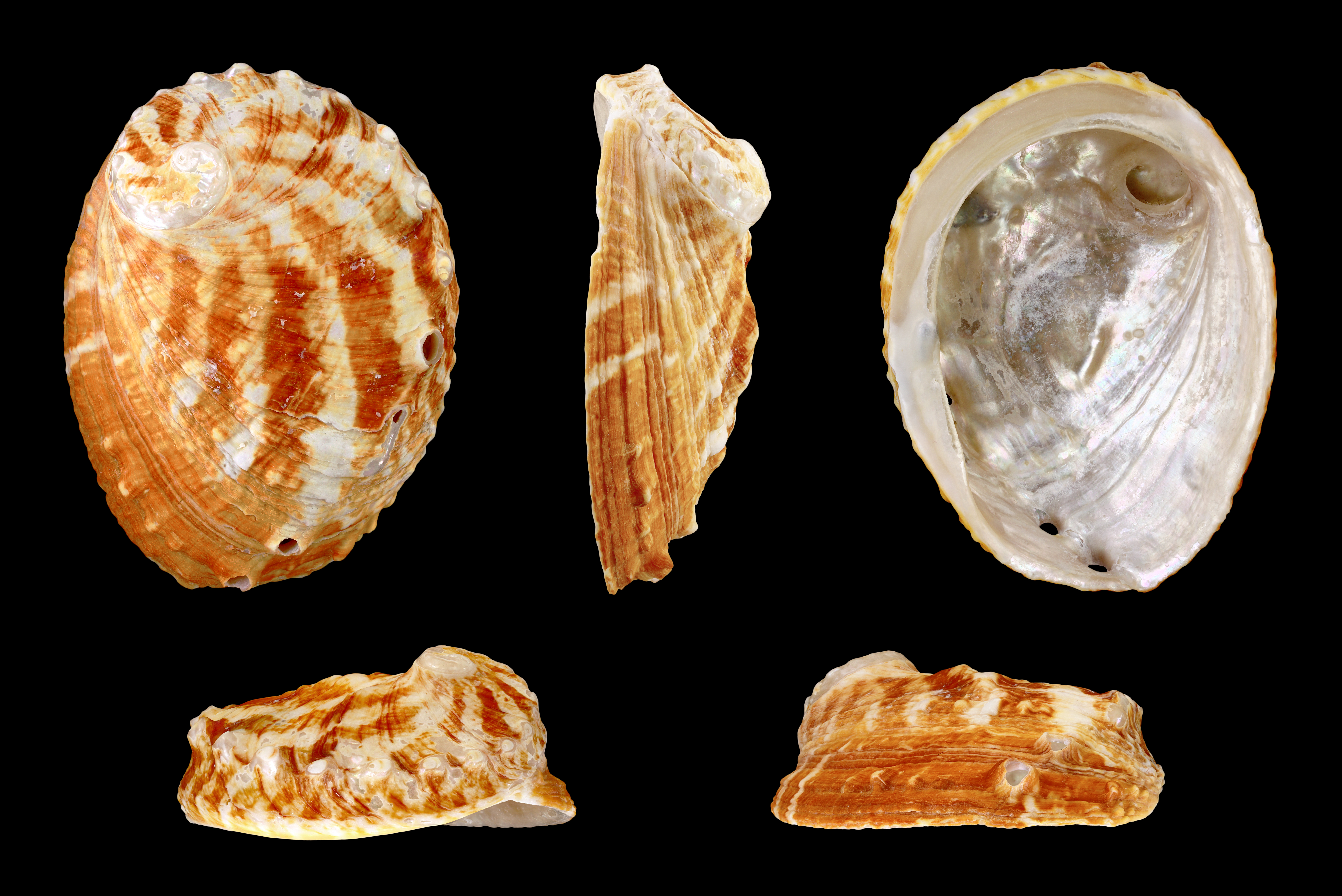
ssp. volcanicus